# Superforecasting: El arte y ciencia de la predicción
Superforecasting: The Art and Science of Prediction es un libro de Philip E. Tetlock y Dan Gardner publicado en 2015. Detalla los hallazgos de The Good Judgement Project .The Economist informa que los superpronosticadores son inteligentes (con una buena actitud mental), pero no necesariamente genios. Informa sobre el tesoro de datos provenientes de The Good Judgment Project, que muestra que los pronosticadores aficionados seleccionados con precisión (y la confianza que tenían en sus pronósticos) a menudo estaban sintonizados con mayor precisión que los expertos. Según The Wall Street Journal, Superforecasting es "El libro más importante sobre toma de decisiones desde Thinking, Fast and Slow de Daniel Kahneman ". Harvard Business Review lo emparejó con el libro How Not to Be Wrong: The Power of Mathematical Thinking de Jordan Ellenberg .